# 徐尧田
徐尧田（1921年6月—），山东莒南人，中华人民共和国军事人物。中共十二大代表。

## 生平
1938年参加八路军，同年加入中国共产党。曾任八路军山东纵队四支队宣传员，鲁中军区连指导员、营指导员，华东野战军第八纵队团政治处副主任、主任、政委，曾在山东抗日军政干部学校学习。中华人民共和国建立后，历任中国人民志愿军26军第78师政治部副主任、主任，海军长山要塞区政治部主任、副政委，济南军区工程兵政委。1979年12月－1983年5月，任云南省军区政委。